# 貝維特格特根湖
67°00′23″N 173°35′51″E / 67.00639°N 173.59750°E
貝維特格特根湖（俄语：Вэвытгытгын），是俄羅斯的湖泊，位於該國東北部楚科奇自治區，由阿納德爾區負責管轄，長1.5公里、寬1.5公里，海拔高度201米，湖岸線長度6.3公里。